# Śmiertelna paranoja
Śmiertelna paranoja (tytuł org. El Páramo, ang. The Squad) – kolumbijsko-argentyńsko-hiszpański horror z 2011 roku w reżyserii Jaime Osorio Marqueza. Wyprodukowany przez Alta Producción S.L. Unipersonal, Alta Films, Rhayuela Cine, Rhayuela Films i Sudestada Cine.
Premiera filmu miała miejsce 7 października 2011 roku.

## Opis fabuły
Specjalna jednostka porucznika Sancheza (Mauricio Navas) zostaje wysłana na odludne wrzosowiska Kolumbii. Ma sprawdzić bazę wojskową, z którą utracono kontakt. Żołnierze odkrywają wyrytą w murze inskrypcję odstraszającą złe moce. Później dochodzi do przerażających zdarzeń.

## Obsada
- Juan David Restrepo jako Ramos
- Andrés Castañeda jako Sargento
- Mauricio Navas jako Teniente
- Mateo Stevel jako Parra
- Daniela Catz jako Mujer
- Nelson Camayo jako Fiquitiva
- Andres Torres jako Arango
- Juan Pablo Barragan jako Ponce
- Julio César Valencia jako Robledo
- Alejandro Aguilar jako Cortez

i inni